# Gerard Walschap

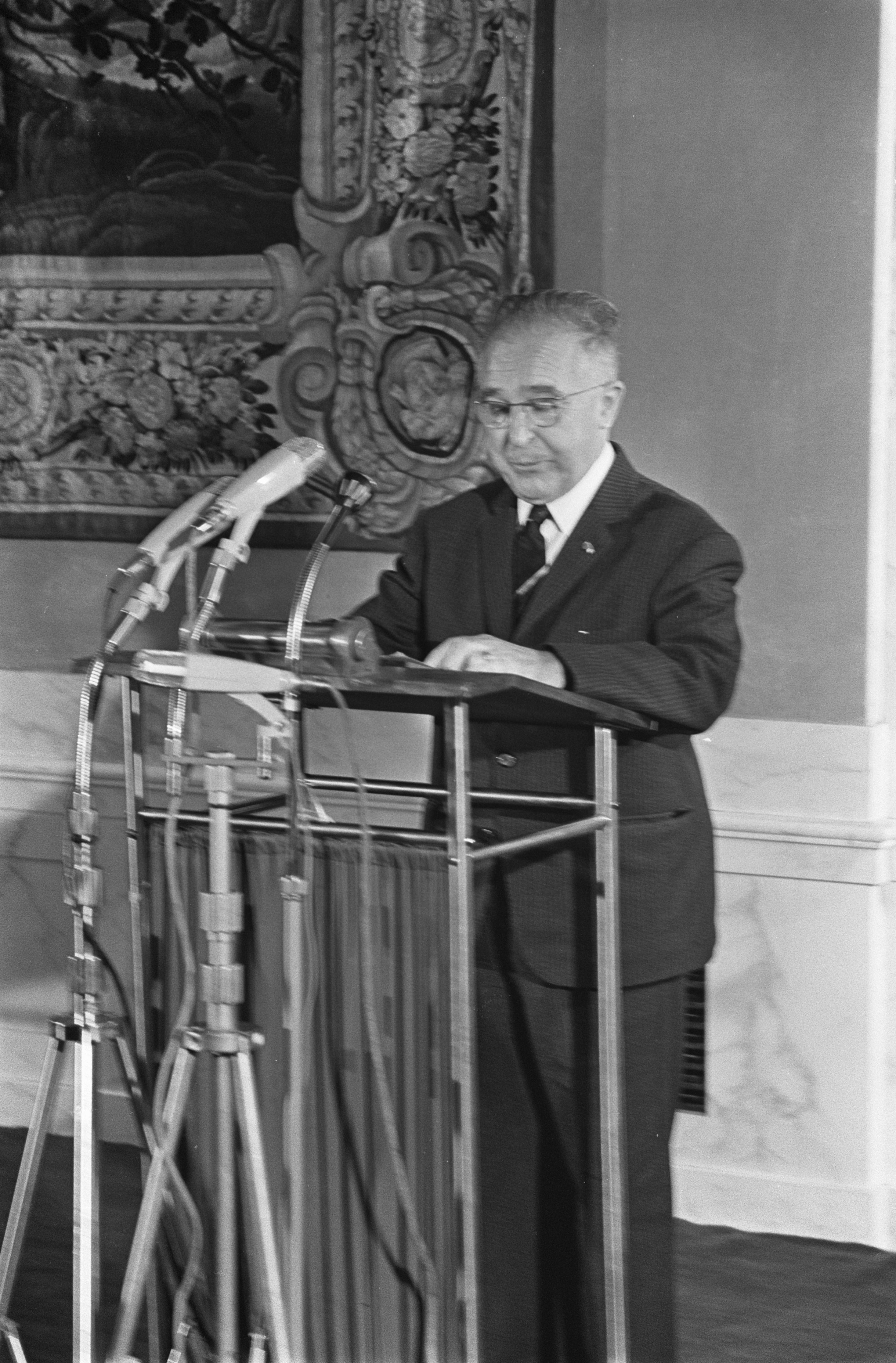
Gerard Walschap

Jacob Lodewijk Gerard Walschap (* 9. Juli 1898 in Londerzeel, Belgien; † 25. Oktober 1989 in Antwerpen, Belgien) war ein flämischer Schriftsteller, bekannt als Vertreter des katholisch-humanistischen Expressionismus.

## Leben
Gerard wurde als zweites Kind des Wirtes Florent Joseph Walschap und seiner Frau, der Ladenbesitzerin Maria Anna Peeters, geboren. Er hatte acht Geschwister. Nach dem fünfjährigen Besuch der Grundschule wechselte er zum Knabenseminar von Hoogstraten. 1912 bis 1917 besuchte er das Kollegium der Herz-Jesu-Missionare in Asse. Dort beschäftigte er sich mit griechisch-lateinischen Geisteswissenschaften.
Im Anschluss daran studierte er Philosophie und Theologie am Scholastikat der Missionare vom Heiligen Herzen in Heverlee. Im Dezember 1921 gab er sein Gelübde zurück und ging nach Londerzeel. 1922 erschien seine erste Gedichtsammlung „Lieder des Leidens“ (Liederen van Leed). Am 4. Juli 1925 heiratete er die Dichterin Marie-Antoinette „Ninette“ Theunissen in Maaseik. Sie hatten fünf Kinder. 1928 schrieb er sein erstes Theaterstück.
1929 erschien sein Roman Adelaide. Dieser erhielt massiven Widerstand seitens der katholischen Kirche. Trotz aller Proteste erhielt Walschap 1930 den August Beerneart Preis der Königlichen Akademie der niederländischen Sprache und Literatur und den Preis für Literatur der Provinz Antwerpen. 1935 wurde er in die niederländische Gesellschaft für Literatur in Leiden gewählt. Er hielt viele Vorträge in den Niederlanden und in Flandern. Des Weiteren schrieb er Hörspiele für den NIR. 1939 wurde Walschap als aktives Mitglied der Königlichen Flämischen Akademie für niederländischen Sprache und Literatur gewählt. 1940 verließ er endgültig die katholische Kirche und wurde Superintendent der öffentlichen Bibliotheken. 1950 wurde er Vizepräsident der Königlichen Akademie der niederländischen Sprache und Literatur. Im Jahr darauf wurde er Präsident derselben Akademie. In diesem Jahr machte er eine 3-monatige Reise in die belgische Kolonie Kongo.
1963 ging er als Superintendent in den Ruhestand. 1967–1976 wurde er von mehreren Vereinigungen für den Nobelpreis nominiert. 1970 beendet er seine Mitgliedschaft in der Königlichen flämischen Akademie für niederländische Sprache und Literatur und wurde zeitgleich zum Ehrenmitglied ernannt. Am 25. April 1979 starb seine Frau Ninette. 1981 wurde er Mitglied der Académie Européenne des Sciences, des Arts et des Lettres. Walschap starb am 25. Oktober 1989 in Gegenwart seines Sohnes und Arztes Guido.

## Lyrisches Werk
Der junge Walschap ist dem Expressionismus katholisch-humanistischer Prägung zuzurechnen.
Sein Roman Adelaide (erschienen 1929. deutscher Titel: „Die Sünde der Adelaide“), der über den Alltag der Bauern und Bürger Flanderns berichtete, gehörte jedoch bereits zur Gattung psychologischer Roman, die er mit diesem und seinen folgenden literarischen Werken zumindest in der flämischen Sprache ganz entscheidend mitgeprägt hat. Seine Schriften betonen die kulturelle und religiöse Eigenständigkeit Flanderns, ein Thema, das sich wie ein roter Faden durch seine Werke zieht und beispielsweise in seinen Büchern „Varweel dan'“ (erschienen 1940), „Salut en merci“ (erschienen 1955) und „Musik voor twee stemmen“ (erschienen 1963) zum Ausdruck kommt.
Separatistische politische Kräfte, die für die Unabhängigkeit Flanderns kämpften, nahmen sein Werk gerne für sich ein, was ihm Anfeindungen der konservativen Kreise und der rückwärtsgewandten Kirche einbrachte. Walschap entwickelte sich daraufhin zu einem agnostischen Humanisten, was in seinen Werken ebenfalls Niederschlag findet.
Als Beispiel für seine agnostische Einstellung ist folgendes Zitat zu nennen:

„Wer glaubt, ist nicht klug.“

Ein weiteres Zitat, welches Kritik an der Gesellschaft übt ist folgendes:

„Geschmack ist keine Frage der Mehrheit.“

## Auszeichnungen
- 1930: August Beerneart Preis der Königlichen Akademie
- 1930: Preis für Literatur der Provinz Antwerpen
- 1931: Century Galapreis
- 1933: Preis der Provinz Brabant für den Roman Trouwen
- 1936: Triennale Staatspreis
- 1938: Literaturpreis der Provinz Antwerpen
- 1939: Leopoldsorden
- 1954: Triennale Staatspreis für Kolonial Literatur und den Triennale Staatspreis für den Roman Schwester Virgilia
- 1954: Preis des königlich belgischen Institutes für seinen Roman Riot im Kongo
- 1954: Ernennung zum Kommandanten der Krone
- 1961: Ernennung zum Großoffizier des Ordens der Krone
- 1963: Preis für Literatur der flämischen Provinzen.
- 1965: Fünfjahresstaatspreis in Anerkennung seiner Karriere als Schriftsteller
- 1966: Großoffizier des Leopoldordens und Ehrenmitglied der Gesellschaft der niederländischen Literatur in Leiden
- 1968: Niederländischer Literaturpreis, dieser gilt als höchste literarische Auszeichnung in den Niederlanden und Flandern
- 1970: Ehrenmitglied der Königlichen flämischen Akademie für niederländische Sprache und Literatur
- 1976: Erhebung in den erblichen Adelsstand durch König Baudouin mit dem persönlichen Titel eines Barons
- 1978: Großkreuz des Ordens von Leopold II. Er erhält die Medaille des Kulturrats für die niederländische Kulturgemeinschaft.
- 1982: Ernennung zum Ehrenbürger Londerzeels
- 1987: Ehrendoktorwürde der freien Universität Brüssel
- 2015: Namensgeber für den Asteroiden (17506) Walschap[6]

## Werke
| - 1922 Liederen van leed (Gedichte) - 1924 Flirt (Theaterstück) - 1924 Levens' vier seizoenen (Theaterstück) - 1924 Dies irae (Theaterstück) - 1924 Lente (Theaterstück) - 1925 De loutering (Gedichte) - 1925 De vuurproef (Theaterstück) mit Frans Delbeke - 1926 Franciscus en de jongeren (Artikel) - 1927 Maskaroen (Theaterstück) - 1927 Slimke. Een boekje voor kinderen - 1928 Waldo (Roman) - 1929 Adalaïde (Roman) - 1930 Volk (Geschichte) - 1930 De dood in het dorp (Geschichte) - 1930 Uitingen in de moderne wereldletterkunde (Essay) - 1931 Eric (Roman) - 1931 Nooit meer oorlog (Pamphlet) - 1932 Jan Frans Cantré (Monografie) - 1933 Carla (Roman) - 1933 Trouwen (Roman) - 1934 Celibaat (Roman) - 1935 De vierde koning (Kindergeschichte) - 1936 Een mens van goede wil (Roman) - 1937 De kermis te Pontoise (Theaterstück) - 1937 De Spaansche gebroeders (Theaterstück) - 1938 Sybille (Roman) - 1939 Het kind (Roman) - 1930 De familie Roothooft (Adelaïde, Eric, Carla) (Roman) - 1939 Houtekiet (Roman) - 1940 Vaarwel dan! (Broschüre) - 1940 Bejegening van Christus (Roman) - 1941 De wereld van Soo Moereman (Geschichte) - 1941 Zotje Petotje. Vertelsel voor Bruno en andere kapoentjes (Kindergeschichte) - 1942 Gansje Kwak (Kindergeschichte) - 1942 Denise (Roman) | - 1943 Genezing door aspirine (Geschichte) - 1943 Voorpostgevechten (Essay) - 1943 De consul (Roman) - 1943 Tor (Roman) - 1945 Wing en Wong Jugend (Geschichte) - 1945 De goede smokkelaar (Geschichte) - 1956 Ons geluk (Roman) - 1946 De pacificatiepartij (Essay) - 1947 Beeld van de humanist (Broschüre) - 1948 Zwart en wit (Roman) - 1948 Voor geestelijke vrijheid (Broschüre) - 1950 Moeder (Roman) - 1951 Zuster Virgilia (Roman) - 1952 Hulde aan Dr. J. Lindemans (Essay) - 1952 Hulde aan Stijn Streuvels (Essay) - 1952 De toekomst van de letterkunde (Essay) - 1952 Lof der academie (Essay) - 1953 Janneman en de heks (Puppenspiel) - 1953 Oproer in Kongo (Roman) - 1953 De graaf (Geschichte) - 1953 Het kleine meisje en ik (Geschichte) - 1954 Manneke Maan (Roman) - 1955 Salut en merci (Pamphlet) - 1955 Janneke en Mieke in de oorlog (Kindergeschichte) - 1956 Zotje Petotje thuis weg (Kindergeschichte) - 1956 Paul komt thuis (Theaterstück) - 1957 De Française (Roman) - 1958 De verloren zoon (Roman) - 1959 August Van Cauwelaert (Essay) - 1960 De ongelooflijke avonturen van Tilman Armenaas (Roman) - 1961 Nieuw Deps (Roman) - 1963 Genezing door aspirine en andere verhalen (Geschichte) - 1963 Celibaat (Roman) - 1963 Muziek voor twee stemmen (Essay) - 1964 Alter ego (Roman) | - 1966 Julien Kuypers (Essay) - 1966 De kaartridder van Heppeneert (verhaal) - 1966 Het gastmaal (Roman) - 1966 Dossier Walschap (Geschichten) - 1966 Twee broers en hun kat (Kindergeschichte in Rippedepik) - 1966 De deugniet en de arme vrouw (Kindergeschichte in Rippedepik) - 1966 Een ezel als getuige (Kindergeschichte in Rippedepik) - 1966 De arme rickshawloper (Kindergeschichte in Rippedepik) - 1966 De oneerlijke stovenmaker (Kindergeschichte in Rippedepik) - 1966 Het beursje met de gouden dollars (Kindergeschichte in Rippedepik) - 1966 De slimme rechter (Kindergeschichte in Rippedepik) - 1967 De kunstenaar en zijn volk (Essay) - 1969 De culturele repressie (Satirischer Roman) - 1969 Het Poppenspel in de Kunst (Essay) - 1969 Omnibus - 1971 Zotje verkoopt een paard (Geschichte in Rippedepik) - 1973 Van een olifant die struikrover werd (Kindergeschichte) - 1974 Vijf van Walschap (Kurzgeschichten) - 1975 Het Oramproject (Roman) - 1977 Omnibus - 1978 Vertelsel van de acht broers (Kindergeschichte) - 1978 Sprookjes (Juniläum omnibus) - 1979 De heilige Jan Mus (Roman) - 1979 Rustoord (Roman) - weede Walschapomnibus (Kindergeschichte) - 1988 Verzameld Werk. Deel 1 (Sammelband) - 1989 Verzameld Werk. Deel 2 (Sammelband) - 1989 Autobiografie van mijn vader (Autobiografie) - 1990 Verzameld Werk. Deel 3 (Sammelband) - 1991 Verzameld Werk. Deel 4 (Sammelband) - 1992 Verzameld Werk. Deel 5 (Sammelband) - 1993 Verzameld Werk. Deel 6 (Sammelband)\| - 1996 Het heilig uilke (Geschichte) - 1998 Losgetrokken en in de wereld geworpen (Kurzgeschichten) - 2012 Metten Marten (posthum) |